# MEVZA liga za žene 2013./14.
MEVZA liga za žene 2013./14. je bilo deveto izdanje Srednjeeuropske (MEVZA) lige u odbojci u ženskoj konkurenciji. Sudjelovalo je osam klubova iz Austrije, Mađarske, Slovačke i Slovenije, a ligu je osvojila ekipa Calcit iz Kamnika.

## Sudionici
- Askö - Linz-Steg
- SVS Post - Schwechat
- TEVA - Gödöllő
- Vasas-Óbuda - Budimpešta
- Doprastav - Bratislava
- Slavia EU - Bratislava
- Calcit - Kamnik
- Nova KBM Branik - Maribor

## Ljestvica i rezultati

### Ljestvica
| mj | klub            | ut | pob | por | set+ | set– | bod |            |
| -- | --------------- | -- | --- | --- | ---- | ---- | --- | ---------- |
| 1. | Nova KBM Branik | 14 | 12  | 2   | 38   | 11   | 35  | Final four |
| 2. | Calcit          | 14 | 11  | 3   | 37   | 17   | 32  | Final four |
| 3. | Doprastav       | 14 | 11  | 3   | 33   | 15   | 31  | Final four |
| 4. | SVS Post        | 14 | 8   | 6   | 30   | 21   | 25  | Final four |
| 5. | Vasas-Óbuda     | 14 | 7   | 7   | 24   | 27   | 19  |            |
| 6. | Slavia EU       | 14 | 5   | 9   | 22   | 29   | 18  |            |
| 7. | Askö Linz-Steg  | 14 | 2   | 12  | 9    | 40   | 4   |            |
| 8. | TEVA Gödöllő    | 14 | 0   | 14  | 9    | 42   | 4   |            |

### Final four
Igran u Mariboru 7. i 8. ožujka 2014.
| klub1           | rez.          | klub2         |
| poluzavršnica   | poluzavršnica | poluzavršnica |
| --------------- | ------------- | ------------- |
| Nova KBM Branik | 3:2           | SVS Post      |
| Calcit          | 3:1           | Doprastav     |
|                 |               |               |
| za 3. mjesto    |               |               |
| SVS Post        | 0:3           | Doprastav     |
|                 |               |               |
| za pobjednika   |               |               |
| Nova KBM Branik | 0:3           | Calcit        |

## Poveznice i izvori
- MEVZA 2013./14., konačni poredak
- MEVZA 2013./14., ljestvica ligaškog dijela
- MEVZA 2013./14., rezultati ligaškog dijela
- MEVZA 2013./14., statistike ligaškog dijela
- MEVZA 2013./14., raspored Final foura
- MEVZA 2013./14., rezultati Final foura
- MEVZA 2013./14., statistike Final foura